# جهد غشائي
الجهد الغشائي (بالإنجليزية: membrane potential)‏ (أو الجهد عبر الغشائي) الكهربائي لخليّة ما هو الفرق بالكمون الكهربائي بين داخل وخارج الخلية، أي بين جهتي الغشاء. إنّ السائل أو المحلول الموجود داخل أو خارج الخلية عادة ما يكون موصلاً جيّدًا لكثرة الأيونات فيه، في حين يكون غشاء الخلية الهيولي عادة ذا مقاومة كهربائية مرتفعة. لذا، فإنّ التغيير ما بين الكمون خارج الخلية وداخلها يحدث في طبقة الغشاء الدقيقة ولهذا السبب يدعى جهد الغشاء كذلك الجهد عبر الغشاء.
وإن وجود الغشاء الهيولي حول الخلية يوفّر بيئة مناسبة لحدوث كل العمليات البيولوجية. وللمحافظة على تراكيز أيونات معيّنة في داخل وخارج الخلية الحيّة، فإنّ الغشاء نفسه يحتوي على الكثير من القنوات الشاردية ومضخات أيونيّة وناقلي أيونات التي تقوم بنقل الأيونات (أحيانًا بعكس تدرج التركيز لكل أيون). في الفيزيولوجيا العصبية، فإنّ المحافظة على جهد الراحة هو خطوة أساسيّة لما يسمى كمون الفعل المساهم بنقل الشارة الكهربائية بشكل سيال عصبي أو انقباض عضلي.

## جهد الاعتكاس
يعرّف جهد الاعتكاس (أو جهد التوازن، في بعض الحالات) لأيون معيّن على أنّه الجهد عبر الغشائي اللازم ليكون هنالك توازن بين القوة الكهربائية الناتجة عن انتشار الأيون بحسب تدرج التراكيز خاصته وبين القوة النابعة من حركة الجزئيات نفسها بفعل الانتشار. بما معناه أنّ الجهد عبر الغشائي يطابق (يكون معاكسًا بالضبط) لقوة انتشار الأيونات، بحيث يكون تيّار الأيونات الكلّي ثابتًا ومساويًا لصفر. معادلة نرنست تستخدم لحساب جهد الاعتكاس لأيون واحد، وإذا كان هو الأيون الوحيد الموجود في المحلول داخل وخارج الخلية، يكون الجهد هو نفسه جهد التوازن للخلية. على سبيل المثال، فإنّ جهد الاعتكاس لأيون البوتاسيوم هو:
{\displaystyle E_{eq,K^{+}}={\frac {RT}{zF}}\operatorname {ln} {\frac {\left[K^{+}\right]_{o}}{\left[K^{+}\right]_{i}}}}،
حيث:
- {\displaystyle E_{eq,K^{+}}} هو جهد الاعتكاس لأيون البوتاسيوم، بوحدات فولت؛
- R هو ثابت الغازات العام، وهو مساوٍ لـ J K-1 mol-1 8.314؛
- T هي درجة الحرارة المطلقة، أي بوحدات كلفن؛
- z هي الشحنة الكهربائية للأيون - أي z = +1 بالنسبة لأيون البوتاسيوم؛
- F هو ثابت فاراداي، ويعادل C mol-1 96,485 ؛
- {\displaystyle \ [K^{+}]_{o}} هو تركيز أيونات البوتاسيوم في الوسط خارج الخلية، بوحدات mol m-3، و
- {\displaystyle \ [K^{+}]_{i}} هو تركيز أيونات البوتاسيوم في الوسط داخل الخلية.

كما يبدو من المعادلة أعلاه، فحتّى إذا كان لأيونين مختلفين ذات الشحنة الكهربائية (كأيون البوتاسيوم، {\displaystyle K^{+}}، وأيون الصوديوم، {\displaystyle Na^{+}}، على سبيل المثال)، ممكن أن تكن لهما جهود اعتكاس مختلفة تمامًا، حتّى بالإشارة. فمثلاً، في حالة أيون الصوديوم وأيون البوتاسيوم في عصبون، فإنّ جهد الاعتكاس للبوتاسيوم هو {\displaystyle \ -84mV}، حيث أن تركيزه خارج العصبون في الوضع الطبيعي هو mM {\displaystyle \ 5} وmM {\displaystyle \ 140} داخله. بالمقابل، فلأيون الصوديوم هنالك جهد اعتكاس يعادل {\displaystyle \ +40mV}، حيث أنّ تركيزه خارج الخلية هو mM {\displaystyle \ 140} وفي داخلها mM {\displaystyle \ 12} تقريبًا.
وتجدر الإشارة إلى أنّ جهد الراحة الفيزيولوجي أقرب إلى جهد الاعتكاس للبوتاسيوم، في حين أنّ كمون الفعل يحدث عادة لدى تنشيط القنوات الشاردية التي تدخل الصوديوم إلى العصبون، بحيث يرتفع الجهد الغشائي للخلية ليقترب أكثر فأكثر إلى جهد الاعتكاس الخاص بالصوديوم، خاصة في ذروة كمون الفعل.

## جهد الراحة
عندما يكون جهد الغشاء ثابتًا، نسبيًا، وتكون الخليّة هامدة (أي في حالة غير فعّآلة كهربائيًا)، ينعت هذا الجهد بجهد الراحة للغشاء، وهذا بعكس حالات أخرى ككمون الفعل أو التغيير التدريجي في الجهد الغشائي والتي هي بمثابة ظواهر كهركيميائية ديناميّة. من ناحية فيزيائية-حيوية، ليس هنالك أي فرق بين جهد الراحة والظواهر الديناميّة ككمون الفعل، فكل هذه الظواهر سببها الأساسي هو التغييرات في نفاذية غشاء الخلية لأيونات البوتاسيوم والصوديوم والكالسيوم والكلور، والتي تحدث جراء التغييرات المتناسقة في القدرات الوظيفية للقنوات الشاردية والمضخات الشاردية وناقلات وحاملات الأيونات.
إذا وجدت عدة أنواع من الأيونات في الوسط الخارجي للعصبون وفي الهيولى، فيكون لكل منها جهد اعتكاس الذي يتحدد وفق معادلة نرنست. لكنّ جهد الراحة للغشاء، أي الجهد الذي لا يوجد فيه أي تيّار أيونات صافٍ عبر الغشاء يختلف عادة عن أي من جهود الاعتكاس. عوضًا عن ذلك، فإنّ جهد الراحة يتحدد وفق معادلة غولدمان التي تأخذ بالحسبان كل أنواع وتراكيز الأيونات الموجودة، بالإضافة إلى النفاذية النسبية لكل أيون عبر الغشاء الهيولي. وإنّ معادلة غولدمان بالنسبة لثلاثة الأيونات وحيدة القيمة (صوديوم وبوتاسيوم وكالسيوم) الأهم بالنسبة لجهد الغشاء في كمون الفعل:
{\displaystyle E_{m}={\frac {RT}{F}}\operatorname {ln} \left({\frac {P_{K}[K^{+}]_{o}+P_{N}a[Na^{+}]_{o}+P_{C}l[Cl^{-}]_{i}}{P_{K}[K^{+}]_{i}+P_{N}a[Na^{+}]_{i}+P_{C}l[Cl^{-}]_{o}}}\right)}
حيث الإشارات الرياضية مطابقة للإشارات في القسم السابق، وPi هي النفاذية النسبية للأيون i عبر الغشاء الهيولي. يجدر الذكر أنّ بسبب كون أيون الكلور ذا شحنة سالبة، فإنّ تأثيره في المعادلة معاكس لتأثير الأيونات الأخرى؛ تركيزه خارج الخلية يظهر في المقام، في حين يظهر تركيزه داخل الخلية في البسط. بالإضافة، فإذا أردنا إدراج تأثير أيون الكالسيوم في المعادلة، وهو تأثير بالغ الأهمية إذا ما نظرنا إلى كمون الفعل في خلية عضلية، فإنّ معادلة جهد التوازن تصبح أكثر معقّدة. بالإضافة، لغالبية الخلايا الحيوانية الهامدة، فإنّ الغشاء الهيولي نَفوذ لأيون البوتاسيوم أكثر بكثير من أي من الأيونات الأخرى المهمة، ولذا يكون جهد الراحة أقرب إلى جهد الاعتكاس لأيون البوتاسيوم منه إلى الأيونات الأخرى.
لتوضيح النقطة السابقة، لنفرض أنّ خلية ما موجودة في وسط يحتوي على أيونات بوتاسيوم وصوديوم فحسب، وأنّ السائل الهيولي الداخلي للخلية يحتوي على هذين الأيونين فقط هو الآخر. بالإضافة إلى ذلك، لنفرض أنّ للأيونات نفاذية نسبية متساوية، وأنّ تراكيزهما متساوية لكنها معكوسة (أي تركيز البوتاسيوم داخل الخلية يساوي تركيز الصوديوم خارج الخلية والعكس أيضًا)، بما معناه أنّ التدفق الصافي لكل من الأيونات عبر غشاء الخلية متساوي فيما عدا اتجاه هذا التدفق. في هذه الحالة، سيكون لأيونات البوتاسيوم جهد اعتكاس معيّن، {\displaystyle E_{K}}، في حين يكون لأيونات الصوديوم جهد اعتكاس يحقّق: {\displaystyle E_{Na}=-E_{k}}. بسبب التماثل بين الأيونين في هذه الحالة، فإنّ جهد الراحة للخلية سيساوي المتوسط الحسابي لجهدي اعتكاس الأيونين، أي صفر في هذه الحالة. طبعًا، فبالإمكان استخلاص نفس النتيجة من معادلة غولدمان أعلاه.
مع هذا، فيجب التنويه إلى أنّ هذه حالة من التوازن غير المستقر، حيث أنّ جهد يعادل صفرًا لا يؤدي إلى عدم وجود تيارات أيونية عبر غشاء الخلية، بل العكس هو الصحيح، إذ أنّ الأيونات ستستمر في التدفق وفق تدرج تراكيزها، ولكن جهد الغشاء يبقى ثابتًا بفعل مضخات شاردية تعمل بعكس تدرج التراكيز لأيونات البوتاسيوم والصوديوم، فتعمل على إدخال أيونات البوتاسيوم إلى الخلية وإخراج أيونات الصوديوم منها. عمل هذه المضخات يحتاج إلى جزيئات أدينوزين ثلاثي الفوسفات، ولهذا السبب فإنّ مثل الحالة الموصوفة أعلاه والتي تتساوي فيها التفاذية النسبية للأيونات هي ذات فعالية منخفضة. لذا، ففي الخلية الحيوية تكون هنالك نفاذية نسبية عالية لأيون البوتاسيوم (أي أن جهد الراحة يكون قريب لجهد اعتكاس البوتاسيوم)، في حين يتم التلاعب بجهد الغشاء بواسطة تغيير النفاذية النسبية للأيونات الأخرى، كالصوديوم أو الكلور (مثلما يحدث في كمون الفعل)، عن طريق فتح أو إغلاق القنوات الشاردية، على سبيل المثال.
في الوضع الفيزيولوجي لخلية حيوانيّة تعادل نفاذية أيون الصوديوم حوالي %5 من نفاذية أيون البوتاسيوم. هذا الأمر يجعل جهد الراحة للخلية قريبًا من جهد اعتكاس أيون البوتاسيوم مع ميل بسيط نحو الصفر، أي {\displaystyle -73\ mV}.
نقطة مهمّة أخرى هي كون الطبقة الثنائية الدسمة ذات نفاذية صغيرة جدًا للماء ولأيونات البوتاسيوم والصوديوم. مع ذلك، فإنّ الغشاء يحتوي على العديد من قنوات المياه والقنوات والمضخات الشاردية ومبادلات الأيونات وناقلات الأيونات والتي تمكن من زيادة النفاذية النسبية لبعض الأيونات أو لجزيئات الماء.